# Campyloneurus longitudinalis
Campyloneurus longitudinalis (лат.) — вид паразитических наездников рода Campyloneurus из семейства Braconidae.

## Распространение
Китай (Yunnan)

## Описание
Мелкие бракониды (около 8 мм). Усики тонкие, нитевидые, состоят из 48 члеников. От близких видов отличается следующими признаками: нотаули часто вдавлены спереди и редуцированы сзади (у сходного вида Campyloneurus latesuturalis нотаули почти достигают заднего края мезоскутума); четвертый и пятый тергиты метасомы продольно исчерченные (у C. latesuturalis они грубо пунктированные); мезоскутум жёлтый, но на боковых и срединно-передних частях срединной доли чёрное пятно (у C. latesuturalis красновато-коричневое и без чёрных пятен); птеростигма и большинство жилок жёлтые (у C. latesuturalis чёрные); яйцеклад короткий и равен 0,5 длины тела.
Третий тергит брюшка в задней части с хорошо развитой зазубреной поперечной бороздкой. Усики длиннее переднего крыла; дорсальный клипеальный край килевидный; брюшко гладкой и блестящее. Предположительно эктопаразитоиды личинок жуков.